# 소포모어 징크스
소포모어 징크스(Sophomore jinx) 또는 소포모어 슬럼프(Sophomore slump)는 성공적인 첫 작품·활동에 비해 그에 이은 작품·활동이 부진한 경우를 가리키는 용어이다. 2년차 징크스라고도 한다.
징크스란 한 개인이 과거에 실패를 의식하여 같은 실수를 되풀이 하는 현상이다. 심리적인 작용이 크게 작용하며, 심할 경우 슬럼프에 빠지기도 한다 그러나 2년차 징크스는 통계적으로 유의미한 정도의 결과가 아니며 1년차에 뛰어난 성적을 거둔 선수들 중 몇몇 선수들이 2년차에 크게 성적이 부진하며 부각된 징크스이다.

## 예시
- 스포츠: 미국 클리블랜드 인디언스 소속 야구 선수 Joe Charboneau는 메이저 리그에 데뷔한 1980년에 0.289의 타율을 기록하며 올해의 신인상을 수상하였으나, 그 이후로는 타율 0.214를 넘지 못하였다.[3]
- 음악: 바네사 칼턴의 데뷔 음반 《Be Not Nobody》(2002년)는 빌보드 200 차트 5위에 오르며 미국 내에서 130만 장 이상의 판매고를 올렸으나,[4]  두 번째 음반 《Harmonium》(2004년)은 빌보드 차트 33위에 오르며 미국 내에서 17만 9천 장 이상을 파는 데에 그쳤다.[5]

## 같이 보기
- 평균으로의 회귀